# Maulde (Frankrijk)
Maulde is een gemeente in het Franse Noorderdepartement (Frans: département du Nord) (regio Hauts-de-France). De gemeente maakt deel uit van het arrondissement Valenciennes. Het dorp ligt langs de Schelde, die er Frankrijk verlaat en België binnenstroomt. Maulde telde op 1 januari 2022 955 inwoners.
Maulde lag tijdens het ancien régime in Het Doornikse. Een deel van het grondgebied van Maulde behoorde tot de heerlijkheid van de Abdij van Saint-Amand.

## Geografie
De oppervlakte van Maulde bedroeg op 1 januari 2022 5,18 vierkante kilometer; de bevolkingsdichtheid was toen 184,4 inwoners per km².

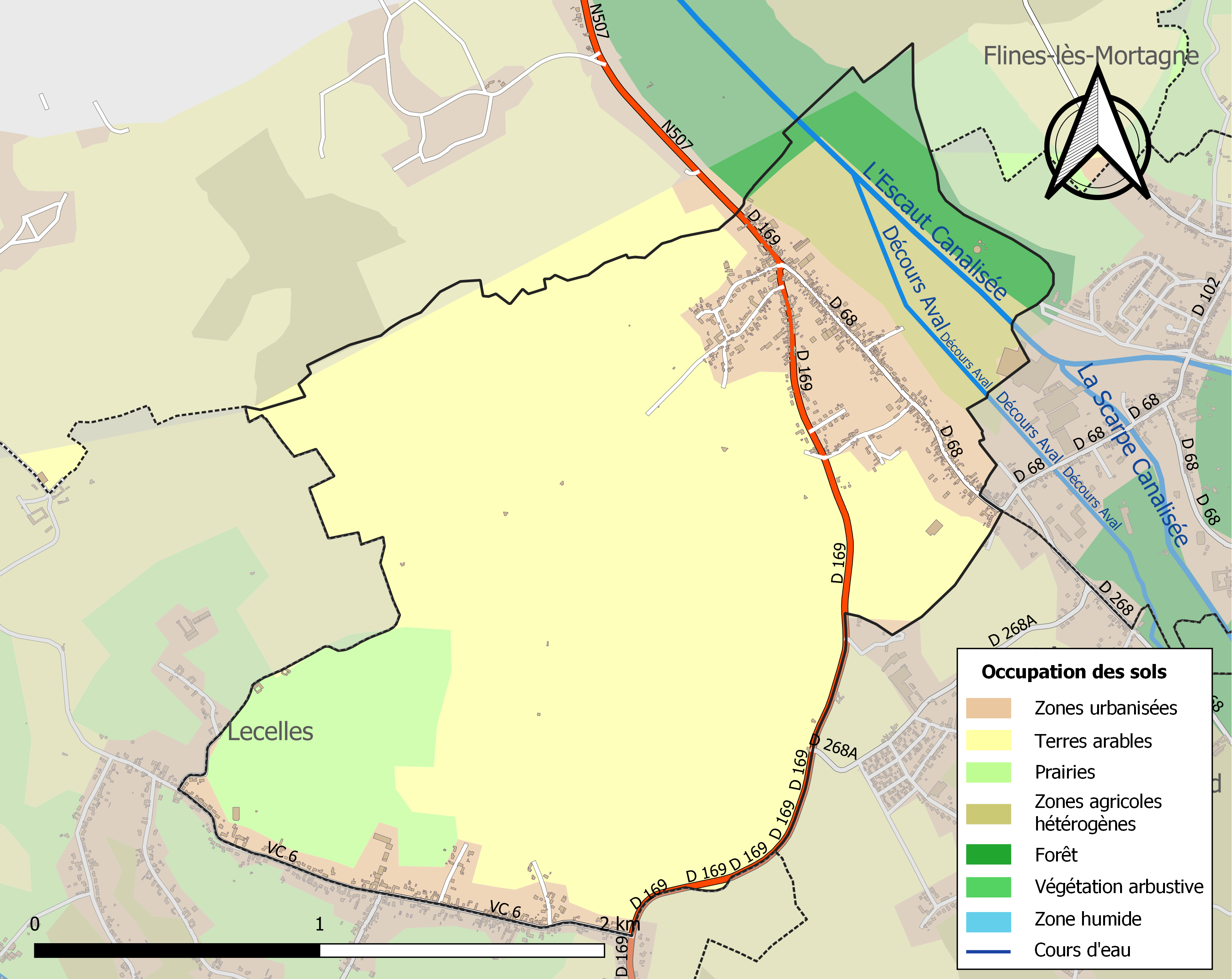
Kaart van de gemeente met belangrijkste infrastructuur, bodemgebruik en omliggende gemeenten

## Bezienswaardigheden
- De Sint-Pieterslerl (Église Saint-Pierre), gebouwd in 1751, werd verwoest tijdens de Eerste Wereldoorlog en in 1923 herbouwd in neoromaanse stijl.
- Het Fort de Beurnonville werd in 1880 gebouwd op een heuvel ter verdediging van de noordelijke grens. Het heeft dienst gedaan tijdens de Eerste en de Tweede Wereldoorlog.

## Natuur en landschap
Ten noordoosten van deze plaats is de samenvloeiing van de Scarpe en de Schelde. De hoogte aan de kerk bedraagt 22 meter.

## Demografie
Onderstaande figuur toont het verloop van het inwonertal (bron: INSEE-tellingen).

## Verkeer en vervoer
Door Maulde loopt de weg van Doornik naar Saint-Amand-les-Eaux.

## Nabijgelegen kernen
Bléharies, Mortagne-du-Nord, Thun-Saint-Amand, Lecelles, Saint-Amand-les-Eaux